# 石川忠治
石川 忠治（いしかわ ただはる、1872年7月7日〈明治5年6月2日〉 - 没年不明）は、大日本帝国陸軍軍人。最終階級は陸軍少将。功四級、功三級。

## 経歴
山形県出身。1894年（明治27年）陸軍士官学校第5期卒業。
1916年（大正5年）8月に大津連隊区司令官、1917年（大正6年）8月に陸軍歩兵大佐を経て、1918年（大正7年）6月に歩兵第42連隊長（第5師団、歩兵第21旅団）に任官。シベリア出兵に従軍した。
その後、1922年（大正11年）8月に陸軍少将に昇進と同時に待命、1923年（大正12年）3月に予備役に編入した。
退役後は山形信用組合長を務めるが、偽造有価証券行使、横領により懲役2年、執行猶予4年の判決を受けた。これにより従四位返上を命じられ、勲三等、功三級及び明治二十七八年従軍記、明治三十七八年従軍記章、大正三年乃至九年戦役従軍記章戦捷記章、大礼記念章（大正/昭和）を褫奪された。
1947年（昭和22年）11月28日、公職追放仮指定を受けた。

## 栄典
- 1894年（明治27年）10月26日 - 正八位[8]
- 1916年（大正5年）11月20日 - 従五位[9]
- 1921年（大正10年）12月10日 - 正五位[10]

## 著作
- 石川忠治ほか『歩兵第二聯隊戦史 : 明治三十七、八戦役』歩兵第二聯隊、1907年。